# Pirates of Treasure Island
Pour plus de détails, voir Fiche technique et Distribution.
Pirates of Treasure Island (en français : Pirates de l’île au trésor) est un film américain réalisé par Leigh Scott et produit par The Asylum, sorti en 2006. C’est une libre adaptation du roman L'Île au trésor (1883) de Robert Louis Stevenson. Le film a été critiqué comme une imitation de la série de films Pirates des Caraïbes. En particulier, il est sorti juste avant Pirates des Caraïbes : Le Secret du coffre maudit, et partage plusieurs similitudes avec ce film.

## Synopsis
L’histoire s’ouvre sur Skeleton Island, une île inexplorée quelque part dans la chaîne des îles Malouines, où Long John Silver et Billy Bones ont organisé une mutinerie réussie contre le capitaine Flint. Le groupe est attaqué par de gigantesques insectes et se retire vers le navire. Dans le chaos, une des jambes de Long John est arrachée par un scarabée géant.
Aux États-Unis en 1782, Jim Hawkins est le propriétaire de l'Admiral Benbow Inn, mais s’est lassé de sa vie monotone et cherche l’aventure. Un de ses clients, Billy Bones, meurt dans son auberge et laisse à Jim une carte au trésor montrant le chemin vers un trésor enterré sur Skeleton Island.
Après avoir obtenu l’aide du Dr Livesey, Jim recrute un Français, Smollete, capitaine de la goélette Hispaniola, pour naviguer vers l’île Skeleton sous prétexte d’aller collecter des spécimens de la faune locale. Jim et Livesey recrutent aussi Long John Silver, utilisant maintenant le pseudonyme de Barbecue, pour servir en tant que cuisinier du navire, Long John fournissant le reste de l’équipage du navire.
Alors que l'Hispanola se dirige vers l’île, Hawkins découvre involontairement les véritables intentions de Long John : voler la carte et détourner l'Hispaniola au profit de sa propre bande de pirates, qui composent l’équipage du navire. Long John prévoit d’organiser une mutinerie en arrivant à Skeleton Island, et de tuer le capitaine, Hawkins et le Dr Livesey afin que tout le trésor appartienne aux pirates. Cependant, Hawkins est découvert, avec Anne Bonny, qui avait suivi Jim depuis l’auberge, et lui donne la protection de Long John.
En arrivant à Skeleton Island, l'Hispanola est détourné par Silver. Smollette, Livesey et un fonctionnaire du gouvernement américain ayant participé au voyage sont gardés prisonniers sur le navire pendant que les autres vont à terre. Avec l’aide du marin Ben Gunn, Jim et Anne Bonny s’échappent et entament une course au trésor pour battre de vitesse Long John et les pirates.

## Distribution
- Lance Henriksen : Long John Silver
- Tom Nagel : Jim Hawkins
- Rebekah Kochan : Anne Bonny
- Rhett Giles : Wilkins
- Jeff Denton :  le docteur Livesey
- James Ferris : le capitaine Smollete
- Derek Osedach : Jack Falcon
- Justin Jones : Billy Bones
- Chriss Anglin : le capitaine Flint
- Dean N. Arevalo : l’écuyer Trelawney
- Josh Sobotik : Gray
- Andrea Lui : Yeera « Yee » Wung
- Leigh Scott : Ben Gunn
- Jennifer Lee Wiggins : Polly

## Accueil

### Réception critique
The Nerd Signal a trouvé que Pirates of Treasure Island était un film parfait pour les fans du travail du studio The Asylum